# 意大利宫

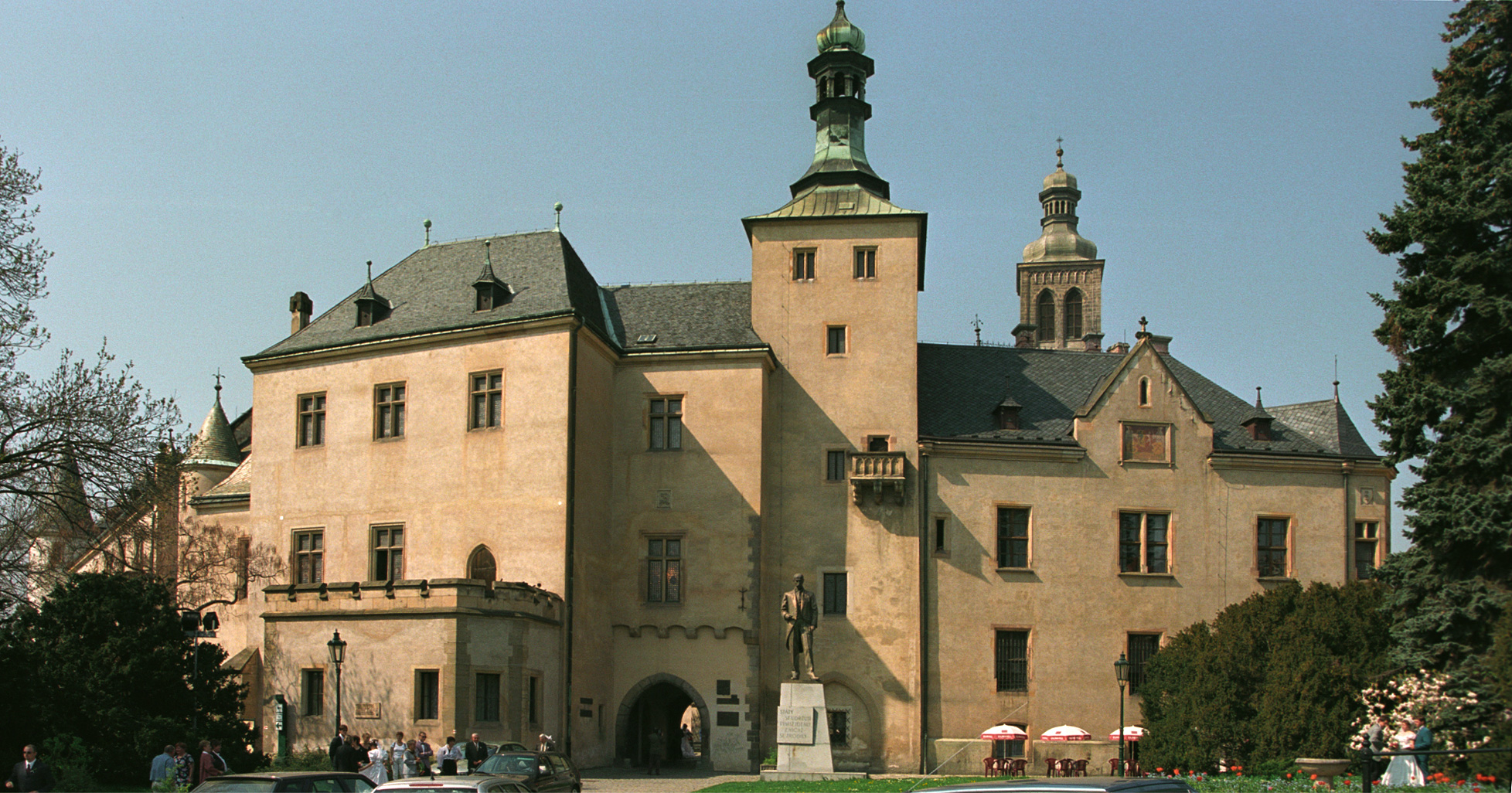
意大利宫

意大利宫位于捷克库特纳霍拉，原为中央造币厂，得名于意大利铸造专家。造币的主要区域位于庭院周围。意大利宫在14世纪末重建后，亦作为行宫使用。
在许多世纪中，意大利宫曾是国家经济中心，它包含了皇家造币厂，以及国王访问库特纳霍拉银矿期间的住所。这座建筑的历史可以追溯到13世纪后期，当时它承担着城堡、银矿石仓库和防御工事的功能。它有护城河与城市隔开，护城河水也可用来防火。
1770年大火后，皇家造币厂迁走，市政厅迁入意大利宫。 目前，这座建筑成为铸币博物馆。